# Lábnyom

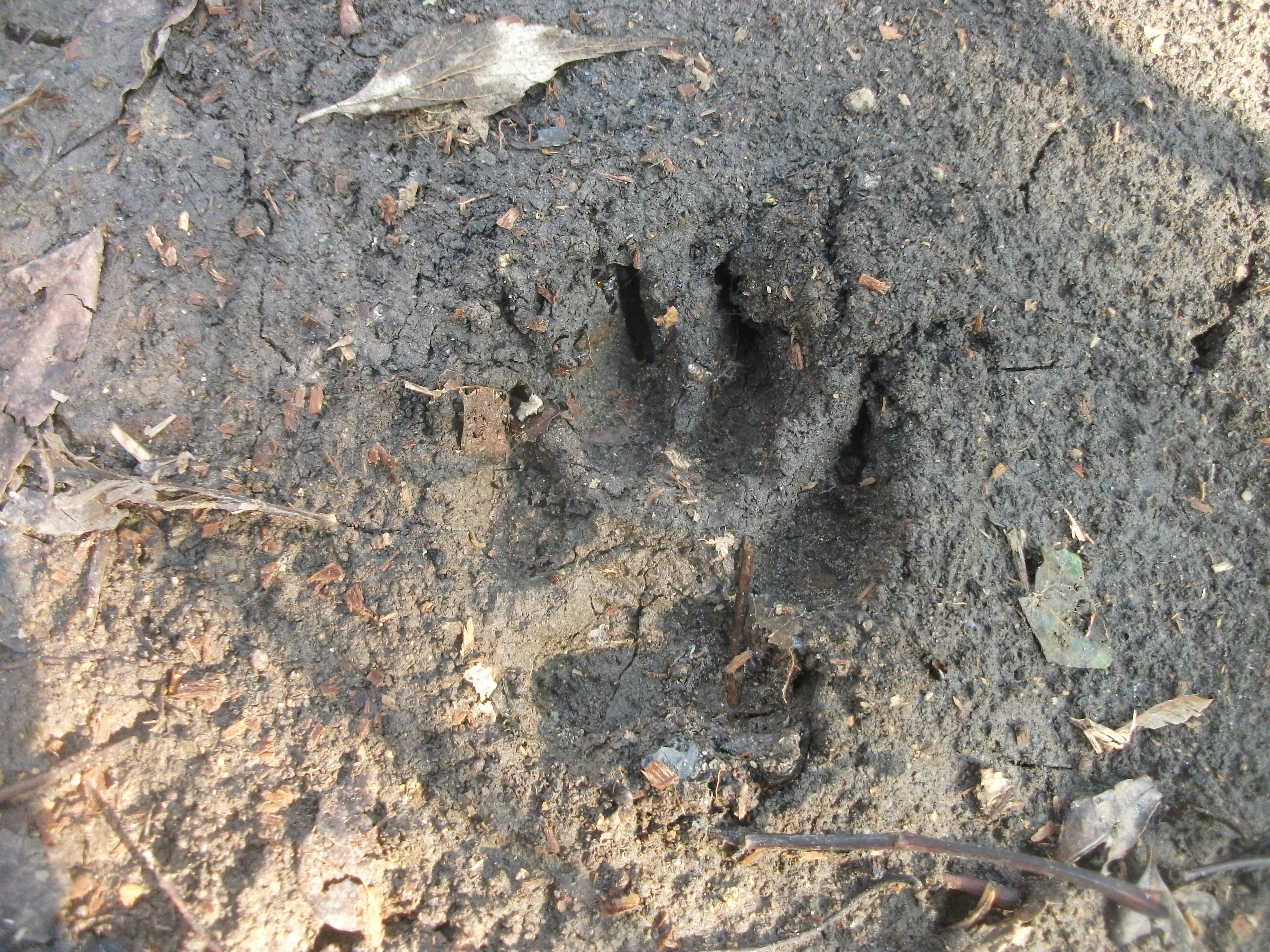
Állati eredetű lábnyom a zichyújfalui erdőben

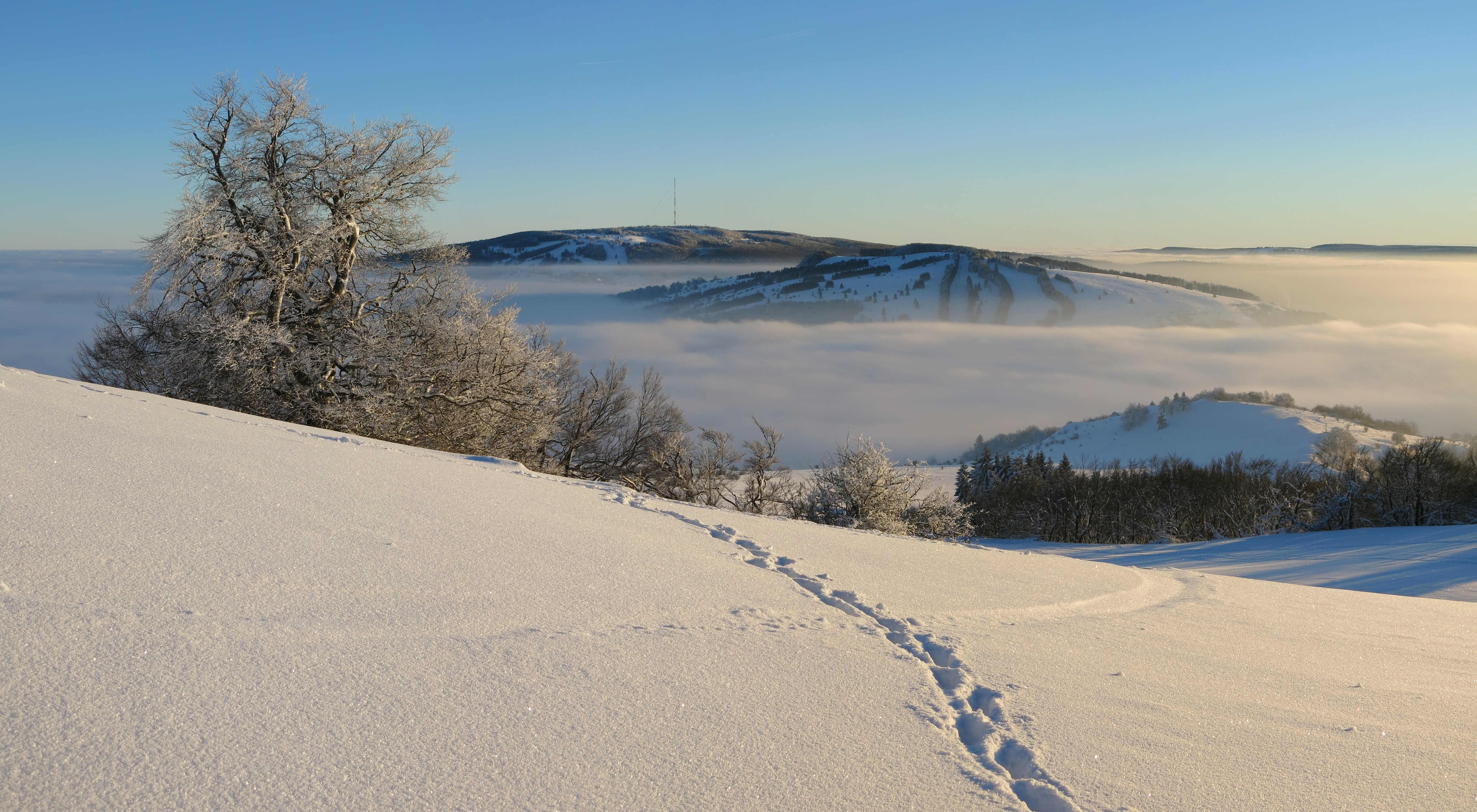
Emberi eredetű lábnyomok Himmeldunkberg havában

A lábnyom ember vagy állat által hagyott lenyomat a földön.
Néhány lábnyom megmagyarázhatatlanul megmarad, ezek néhány híres mitológia vagy legenda alapjául szolgált. Egyes lábnyomok bizonyítékokat jelentenek az őskori élethez és viselkedéshez.

## Történelem

### A Pallas nagy lexikona
A lábnyomokról már A Pallas nagy lexikonában is írtak.

„Lábnyomok
őskori állatok lábnyomainak egyes rétegekben reánk maradt lenyomatai. Egyrészről felvilágosítást nyujtanak annak az állatnak létezéséről, melynek lába természetes lenyomat alakjában ránk maradt, másrészről pedig bizonyos szintváltozások magyarázatául szolgálhatnak. Nevezetesebb L. a chirotherium néven leirt, de egész testalkotásában különben ismeretlen labirintodon állaté a triasz- (Buntsandstein) szisztémából (Hildburghausen, Jena, Kahle, Karlshafen, Kissingen, Würzburg); a saurichnites néven leirt reptiliumoké a diasz- (Rothliegendes) szisztémabeli rétegekben (Csehország: Hohenelbe; Szászország: Oschatz; Türingia: Friedrichroda); dinoszauriusoké az angol triaszban (new red sandstone) és az észak-németországi krétából (wealden) továbbá az alsó oligocénbeli montmartrei gipszből (Páris mellett) nagy emlős állatokéi (palaeotherium, anoplotherium), valamint teknősök, krokodilusok, békák és madarakéi.”

– A Pallas nagy lexikona

## Lábnyomok a mítoszokban és a legendákban
Egyes lábnyomok vagy lábnyomként értelmezett jelek megjelenése sok mítoszhoz és legendához vezettek. Bizonyos helyszíneken az ilyen lenyomatok turisztikai látványosságok.
Példák mitológiai és legendai lábnyomokra:
- Mátraverebély-Szentkút Nemzeti Kegyhely – a legenda szerint a szentkút forrása úgy keletkezett, hogy Szent László lovának patája belesüppedt a kemény kőbe.[2]
- Buddha lábnyoma – a Buddha anikómiás és szimbolikus ábrázolása.[3]

## Híres valódi lábnyomok

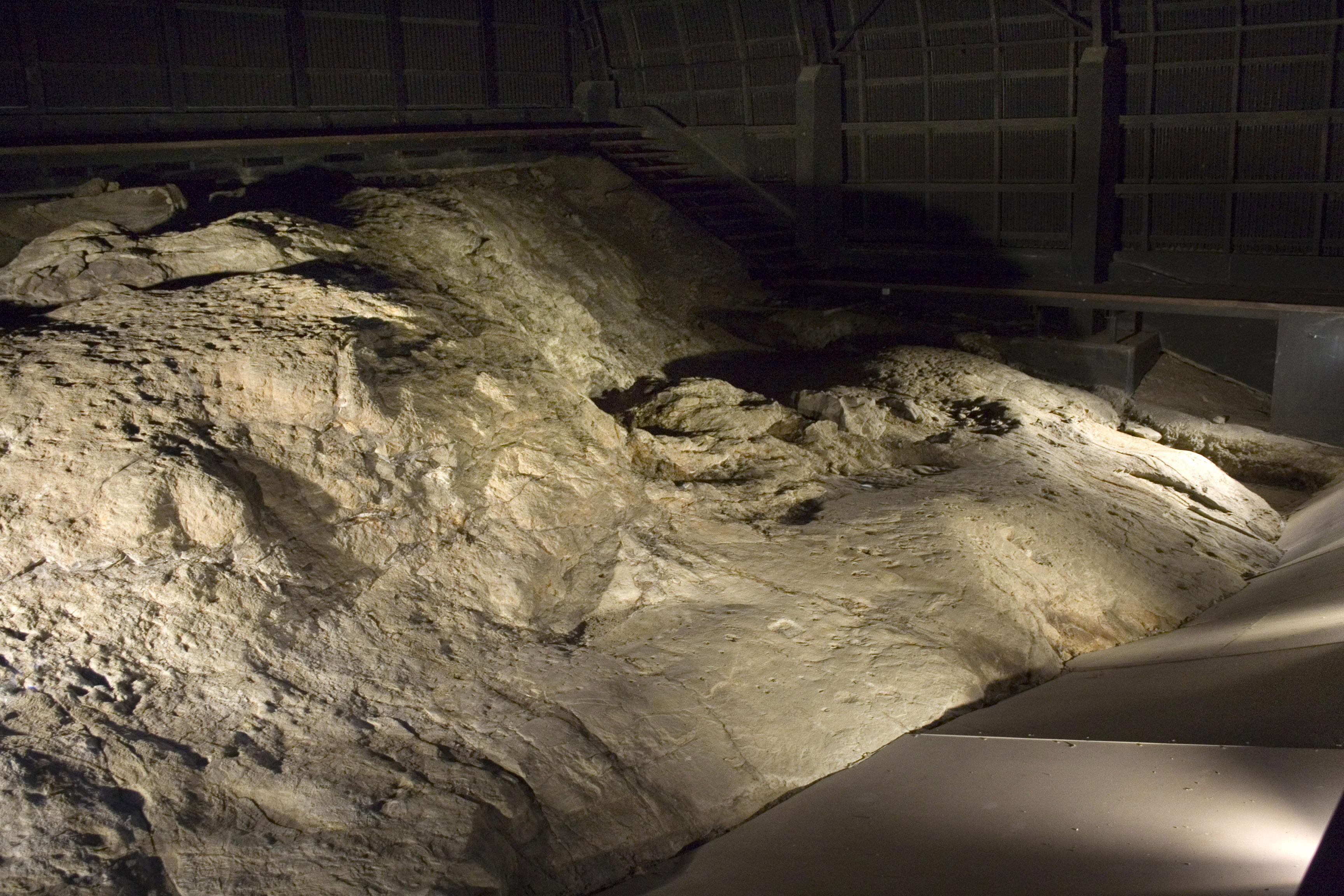
Több millió éves lábnyomok Ipolytarnócnál

- Ipolytarnóci ősmaradványok – a területen több millió éves lábnyomok is megmaradtak, eddig 11 őslényfaj 3000 lábnyomát azonosították.[4]
- Acahualincai lábnyomok (Nicaragua) – több mint 6000 éves emberi lábnyomok[5]